# Castello di Pitten
Il castello di Pitten (Schloss Pitten in tedesco) si trova nell'omonimo comune austriaco del distretto di Neunkirchen, in Bassa Austria, e le sue prime strutture risalgono all'XI secolo.

## Storia

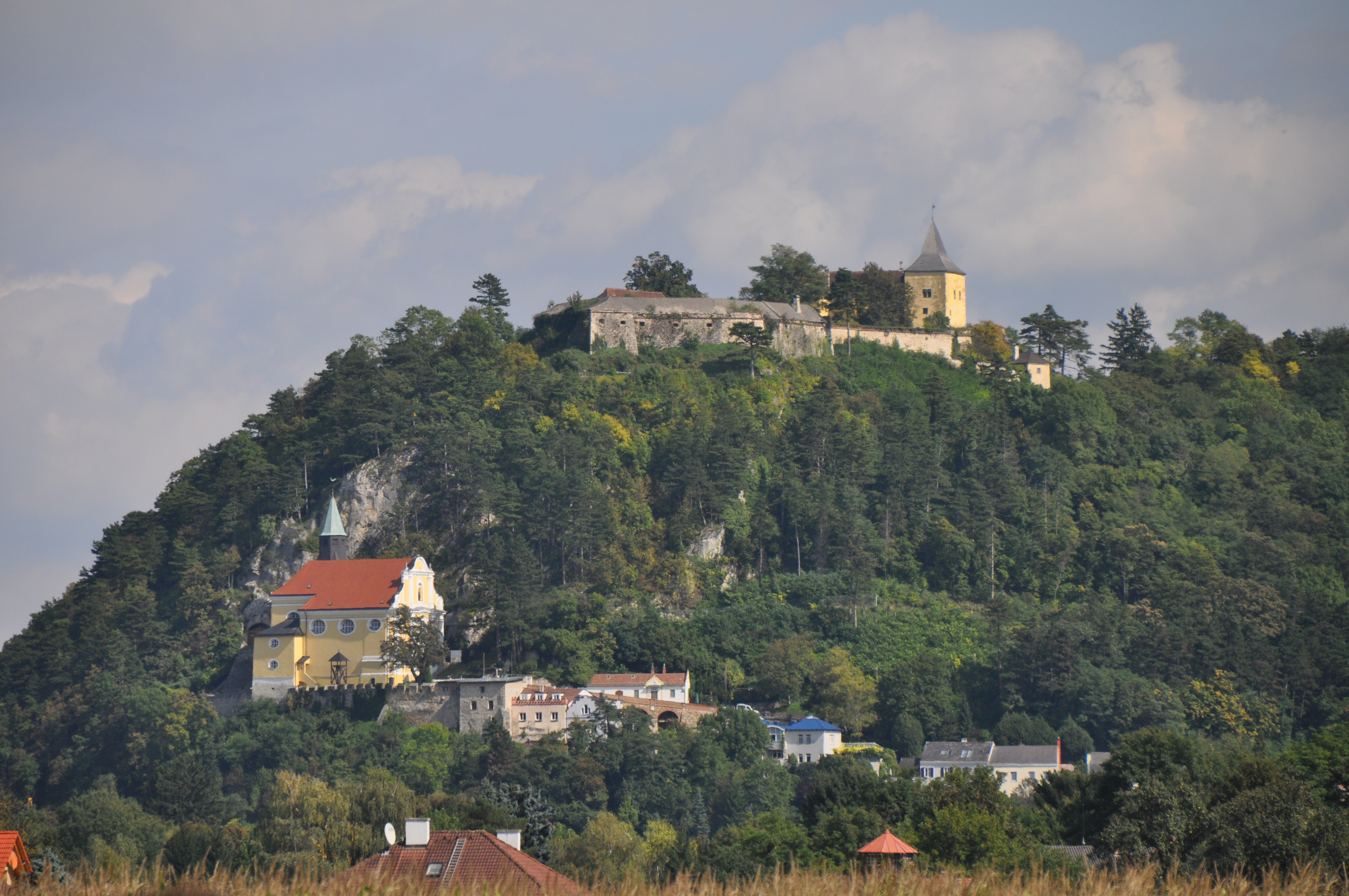
Castello di Pitten sull'abitato e, in basso, la chiesa parrocchiale

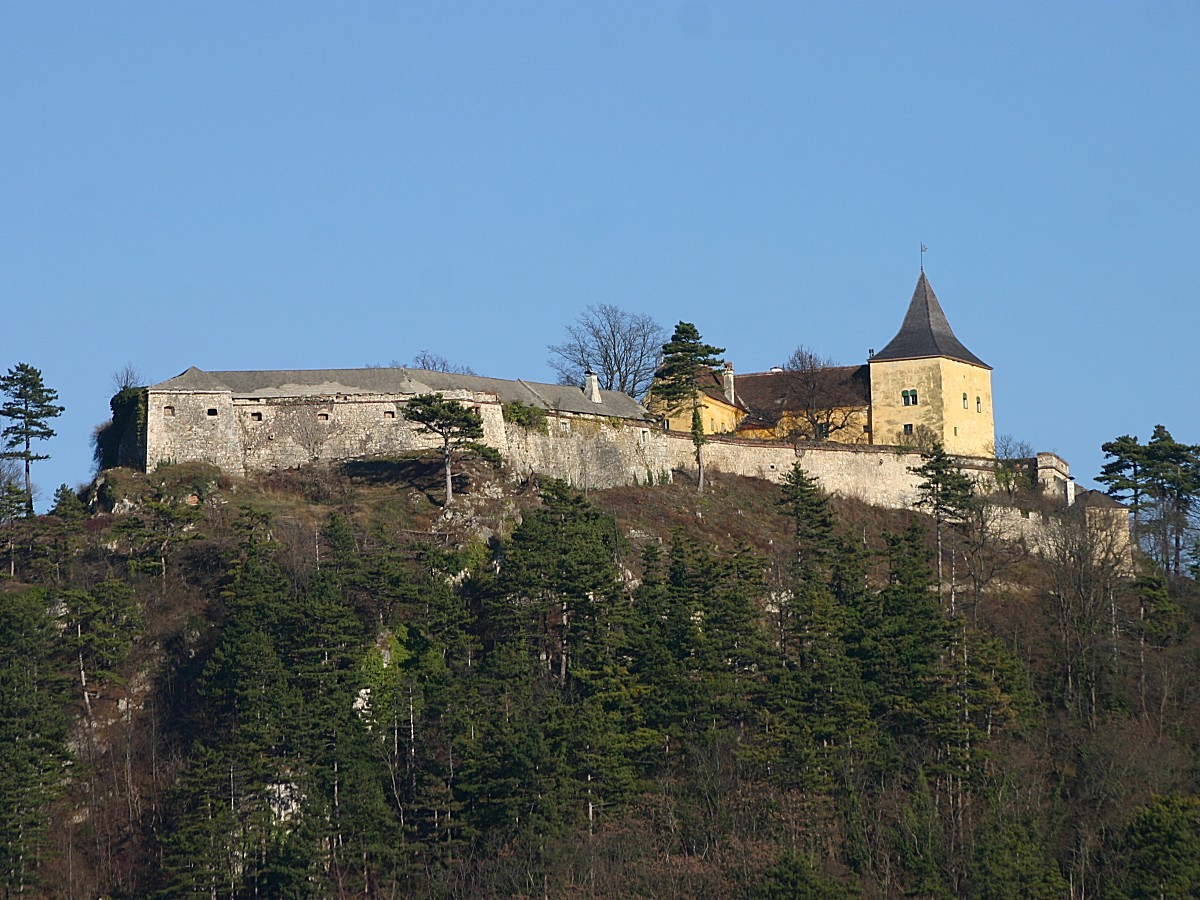
Panoramica dal basso del castello

Prima della costruzione del castello sul sito di Pitten viene documentata già nell'869 la presenza di una torre fortificata con fossato e palizzate. All'inizio del X secolo vi fu l'invasione da parte dei magiari che verso la metà del secolo si ritirarono. L'esistenza di un vero e proprio castello è documentata dal 1094. Il ramo dei conti di Formbach, signori della regione dal secolo successivo, assunsero il nome da Pitten e scomparso l'ultimo della famiglia il castello passò al margravio Ottocaro III di Stiria e successivamente ai Babenberg. Con l'estinzione anche di questa casata il maniero fu confiscato dagli Asburgo e controllato direttamente o dato in feudo fino al XV secolo. Nel 1463 il castello venne saccheggiato e verso la fine del secolo venne assediato a lungo anche da Mattia Corvino che riuscì ad espugnarlo solo dopo quattro anni distruggendolo. Quando Corvino abbandonò il territorio il castello venne ricostruito e fu in grado di resistere alla prima invasione delle forze turche in Austria. Attorno alla metà del XVI secolo i proprietari attestati furono i Freiherren von Teufels. Nel secolo successivo la famiglia fece eseguire lavori di ristrutturazione e rafforzamento delle difese sino a quando, per difficoltà economiche, la struttura venne ceduta ad Hans Balthasar Hoyos. Dal XVII secolo il castello di Pitten appartenne alla signoria di Frohsdorf per poi passare, ormai in cattive condizioni, a Carolina Bonaparte, contessa di Lipona. Attorno alla metà del XIX secolo venne restaurato nuovamente e nel 1890 la proprietà passò al principe Don Jaime di Borbone. Intanto il castello aveva perso da tempo il suo carattere di fortezza ed era divenuto un palazzo utilizzatao durante le battute di caccia. Dopo essere tornato a disposizione della casata degli Asburgo, nel XX secolo è stato venduto ed è divenuto proprietà privata.

## Descrizione
Il castello si trova in posizione dominante nel comune austriaco di Pitten appartenente al distretto di Neunkirchen, in Bassa Austria. Lo sperone roccioso sul quale è costruito sovrasta la locale chiesa parrocchiale. L'area del castello è relativamente ampia ed è completamente circondata da una cerchia muraria con bastioni. Dell'originale maniero rimane poco e il palazzo che ci è pervenuto ha un aspetto rinascimentale col portale principale ornato dallo stemma gentilizio. Una rampa permette di arrivare nell'ampio cortile interno nel quale si trova anche la piccola cappella inizialmente dedicata a Santa Caterina e poi a Santa Maria che fu profanata dopo il restauro nel XIX secolo.
Il castello di Pitten in Austria è un bene sottoposto a tutela artistica col numero 33153.